# 화랑초등학교 (서울)
화랑초등학교(花郞初等學校)는 대한민국 서울특별시 노원구에 있는 사립 초등학교이다.

## 학교 연혁
- 1968년 5월 20일: 개교

## 참고 자료
- 화랑초등학교 - 한국교육학술정보원 학교알리미